# Oberasbach
Oberasbach – miasto w Niemczech, w kraju związkowym Bawaria, w rejencji Środkowa Frankonia, w regionie Industrieregion Mittelfranken, w powiecie Fürth. Leży w Okręgu Metropolitarnym Norymbergi, ok. 10 km na południowy zachód od centrum Norymbergi i na południe od Zirndorfu, nad rzeką Bibert, przy drodze B14 i linii kolejowej Crailsheim – Norymberga.

## Dzielnice
W skład miasta wchodzą następujące dzielnice: 
- Oberasbach
- Unterasbach
- Altenberg
- Kreutles
- Neumühle
- Rehdorf
- Linder Siedlung

## Współpraca
Miejscowości partnerskie:
- L'Aurence et Glane Développement, Francja
- Niederwürschnitz, Saksonia
- Oława, Polska
- Riolo Terme, Włochy